# Широке (Бахчисарайський район)
Широ́ке (до 1945 року — Бую́к-Мускомі́я; крим. Büyük Muskomiya) — село в Україні, у Бахчисарайському районі Автономної Республіки Крим.
Населення становить 636 осіб.
Відстань від райцентру становить 30 кілометрів по прямій.